# Ubay
Ubay ist eine philippinische Stadtgemeinde in der Provinz Bohol. Sie hat 73.712 Einwohner (Zensus 1. August 2015).

## Baranggays
Ubay ist politisch unterteilt in 44 Baranggays.

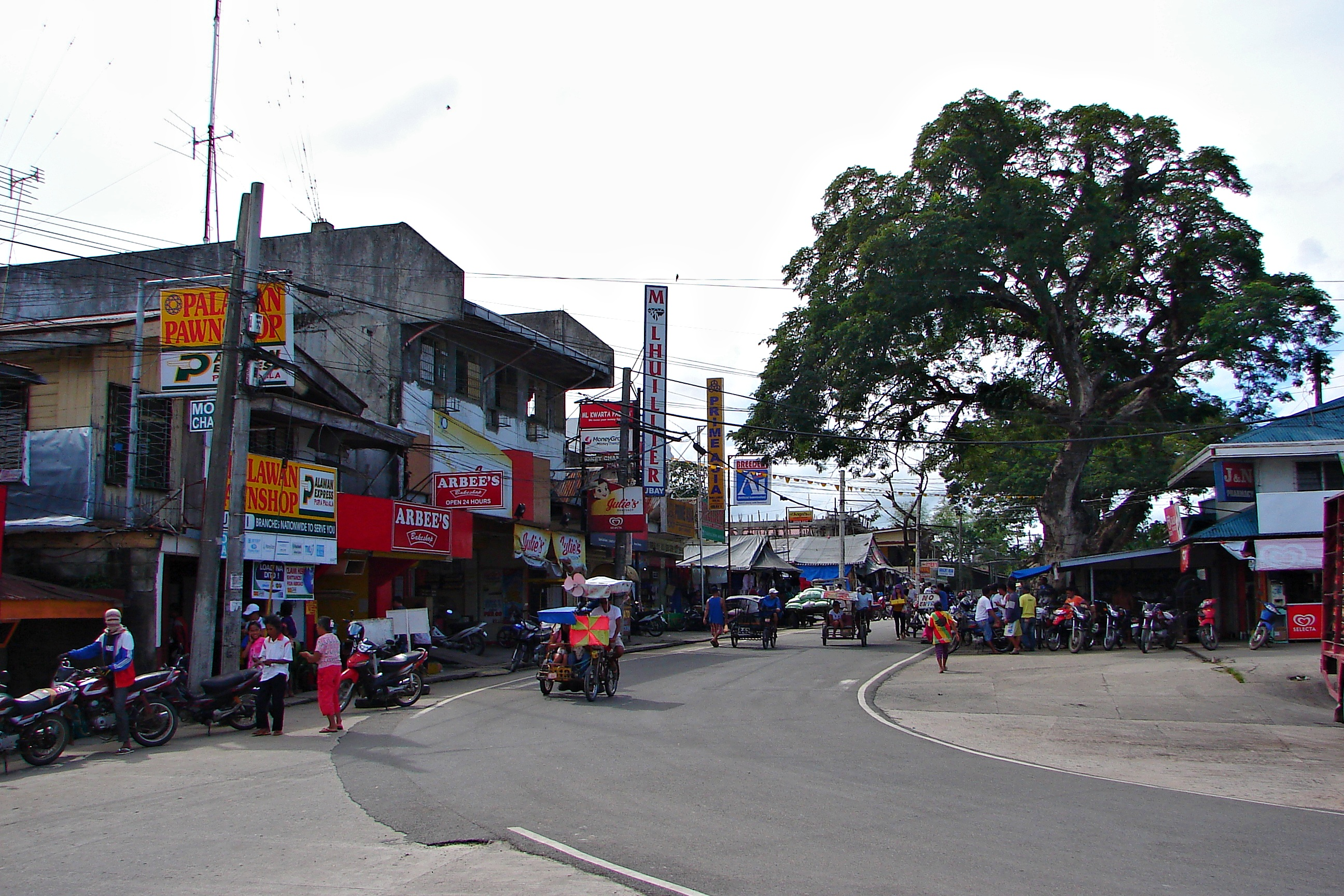
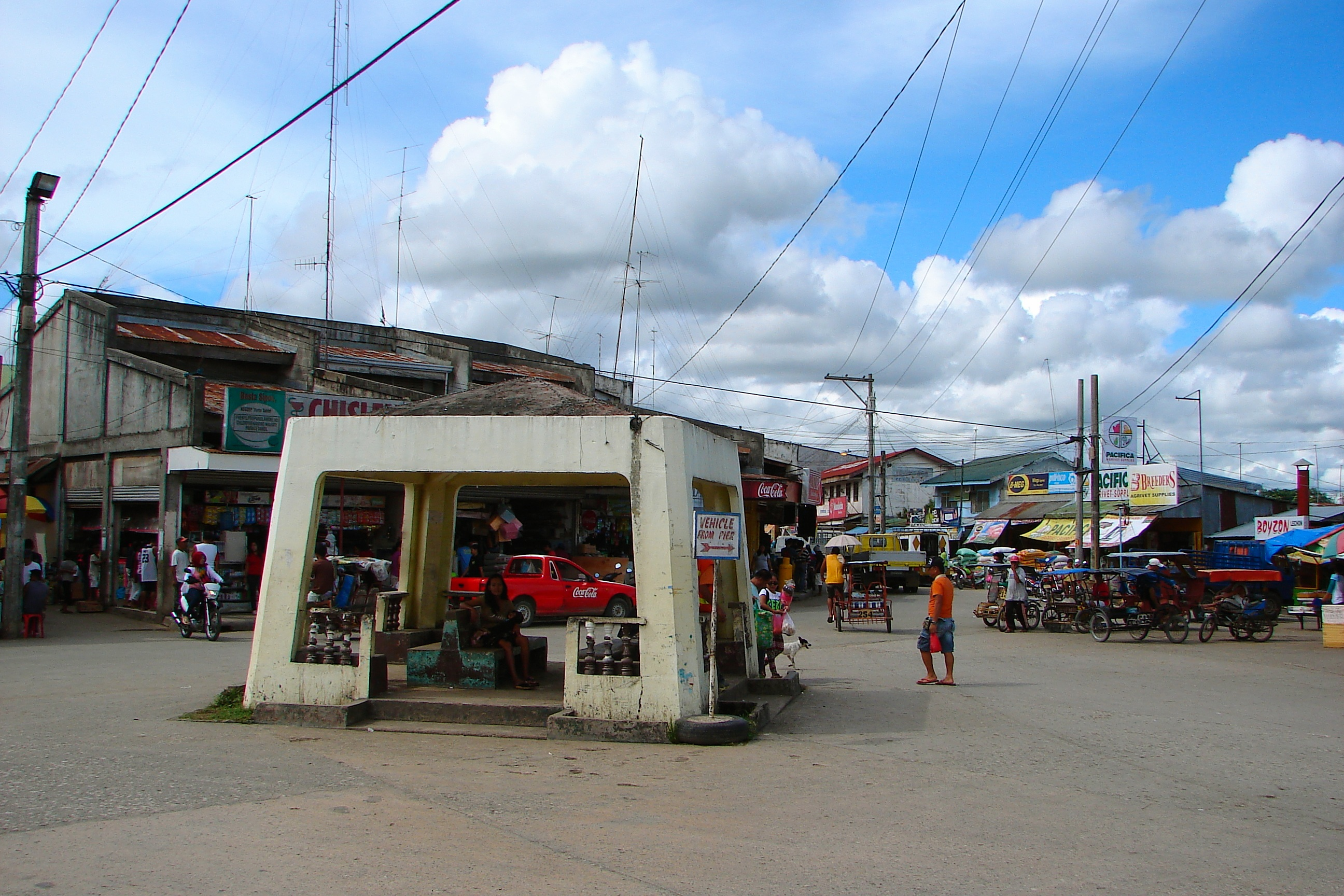

| - Achila - Bay-ang - Biabas - Benliw - Bongbong - Bood - Buenavista - Cagting - Camali-an - Camambugan - Casate - Katarungan - Kuchar - Cuya - Fatima | - Gabi - Governor Boyles - Guintabo-an - Hambabauran - Humayhumay - Ilihan - Imelda - Juagdan - Calanggaman - Los Angeles - Lomangog - Pag-asa - Pangpang - Poblacion - San Francisco | - San Isidro - San Pascual - San Vicente - Sentinila - Sinandigan - Tapal - Tapon - Tintinan - Tipolo - Tubog - Tuboran - Union - Villa Teresita - Bulilis - California |

## Söhne und Töchter
- Alberto Uy (* 1966), römisch-katholischer Geistlicher, Erzbischof von Cebu